# Австрійська академія наук

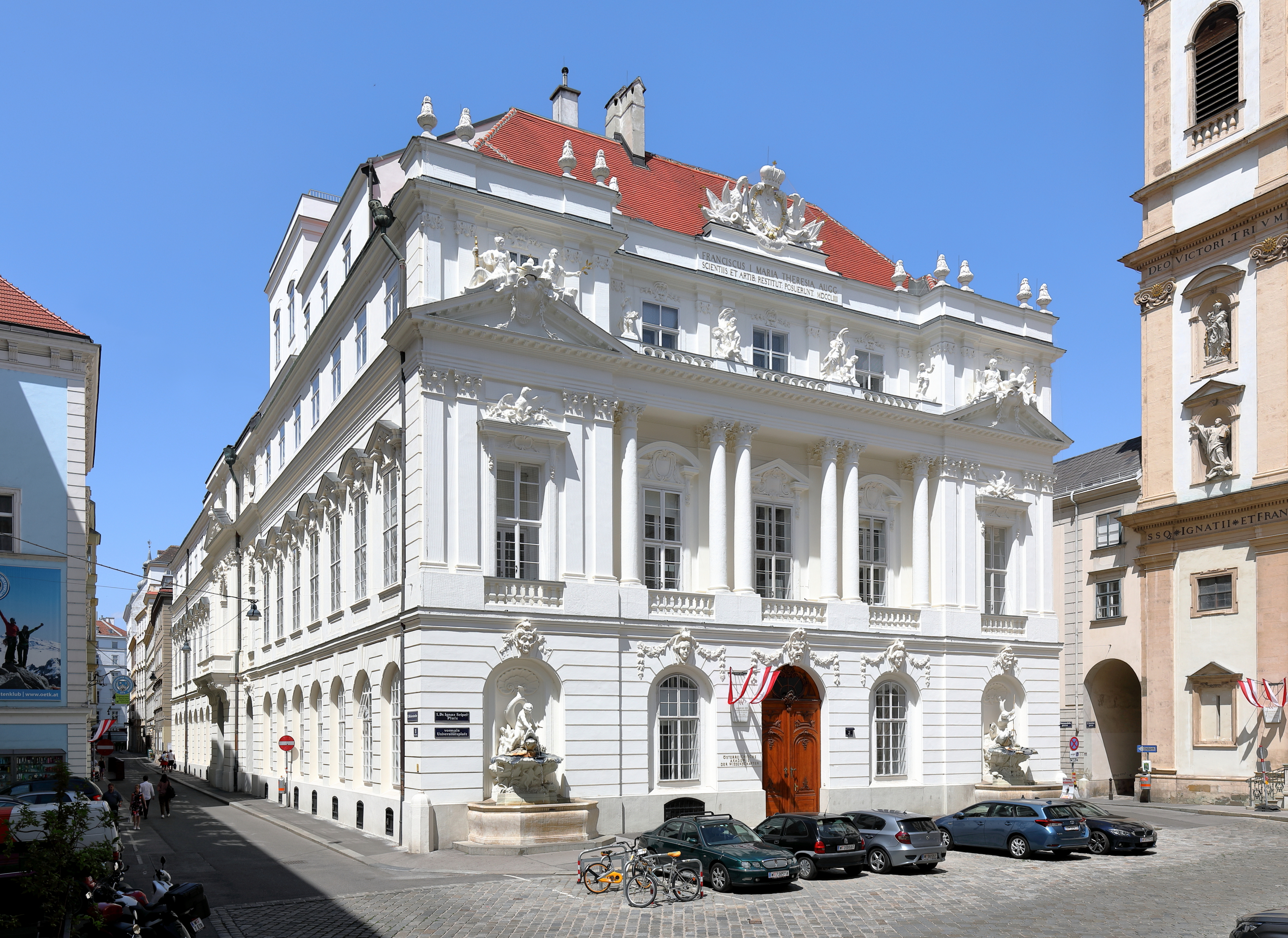
Австрійська академія наук

Австрійська академія наук (нім. Österreichische Akademie der Wissenschaften) — національна наукова організація Австрії.
У 1713 році Готфрід Лейбніц натхненний Лондонським королівським товариством і Французькою академією, запропонував створити подібну організацію. Але лише 14 травня 1847 у Відні була відкрита Імператорська академія наук. У 1918 році вона перейменована в Академію наук, а в 1947 році в Австрійську академію наук.
З середини 1960-х років вона стала провідною установою Австрії в області неуніверситетських фундаментальних досліджень. Складається з 2 секцій: математичних і природничих наук; філософських та історичних наук. Крім того, до її складу входять Інститут порівняльного дослідження поведінки ім. К. Лоренца та Міжнародний інститут прикладного системного аналізу. Бібліотека академії містить понад 100 тис. томів.

## Члени академії наук в різний час
- Пітер Манфред Грубер (нар. 1941) — австрійський математик.
- Вольфганг Дресслер (нар. 1939) — австрійський лінгвіст.
- Макс Фердинанд Перуц (1914—2002) — англійський біохімік.
- Йоганн Радон (1887—1956) — австрійський математик.
- Ганс Трогер (1943—2010) — австрійський математик і механік.
- Франц I (1853—1938) — 13-й князь Ліхтенштейну, історик.
- Гельмут Штагель (нар. 1942) — австрійський математик.
- Антон Петерлін — словенський фізик, який працював у Югославії і США.
- Марієтта Блау (1894—1970) — австрійська вчена-фізик.